# Robert Kohl (Theologe)
Robert Kohl (* 14. Dezember 1813 in Freiberg, Sachsen; † 31. Dezember 1881 in Chemnitz) war ein deutscher Theologe, Superintendent an der St. Nikolaikirche in Chemnitz, Komponist der Melodien zu Friedrich Fröbels Familienbuch Mutter- und Koselieder und der Fröbel’schen Balllieder.

## Leben und Wirken
Er war das elfte Kind des Schulmeisters und Organisten Johann Gottfried Kohl und dessen ersten Ehefrau Johanna Carolina, geb. Neumann. Schon als kleiner Junge zeigte sich seine sprachliche und musikalische Begabung. Er wurde von seinem Vater, der Lehrer war, privat unterrichtet. Zudem erhielt er noch von einem Pfarrer Unterricht in Latein und Griechisch. Zu Ostern des Jahres 1828 fand er Aufnahme in Unterquarta des Gymnasiums zu Freiberg (Prüfer 1919, S. IX). Nach erfolgreich bestandenem Abitur ging er an die Universität in Leipzig. Gerne hätte der junge Mann Medizin studiert, doch die Eltern drängten ihn zu einem Theologiestudium.
Von 1836 bis 1838 studierte Robert Kohl in Jena. Dort legte er am 14. Dezember 1838 erfolgreich sein Examen pro candidatura et pro licentia concionandi ab. Es folgten kurze Tätigkeiten an Volks- und Bürgerschulen. 1839 ging Robert Kohl als Oberlehrer in den Fächern Religion, Geschichte, Griechisch, Latein, Literatur und deutsche Sprache an die von Friedrich Wilhelm August Fröbel gegründete Erziehungs- und Bildungsanstalt in Keilhau bei Rudolstadt, wo dem jugendlich frischen, anregenden und teilnehmenden Lehrer die Herzen der Schüler zu (Prüfer 1919, S. X) flogen.  In diese Zeit fällt auch Robert Kohls Mitarbeit an den Fröbel’schen Mutter- und Kose-Lieder. Ida Seele, die erste Fröbelkindergärtnerin, über die er sagte, sie habe eine Stimme wie eine Nachtigall (vgl. Seele 1886, S. 37), erinnerte sich: In dieser Zeit komponierte Herr Kohl die Melodien zu den Mutter- und Koseliedern und zwar dieselben meiner Stimme anpassend. Ich habe fast jedes einzelne Lied gesungen, ehe es als feststehend niedergeschrieben wurde. Fröbel war selten gleich mit einer Melodie zufrieden und einverstanden, trotzdem vor Beginn der musikalischen Arbeit Kohl, Fröbel und Middendorff eifrig miteinander berieten. Fröbels Wunsch ging immer dahin, die Melodie möge ein Tongemälde des zu Grunde liegenden Textes sein (Seele 1886, S. 37). Dabei wurden in der Kindergartenpraxis Herrn Kohls  Kompositionen  für die Kinder als zu schwer empfunden (König 1990, S. 129).
Ferner vertonte Robert Kohl, in enger Zusammenarbeit mit Ida Seele,  die Fröbelschen Hundert Lieder „zu den in dem Kindergarten zu Blankenburg bei Rudolstadt ausgeführten Spielen mit den Ball“.
Kurz nach der Fertigstellung der Mutter- und Kose-Lieder übersiedelte Robert Kohl nach Dresden und legte dort das zweite theologische Examen ab. Bis Ostern 1847 blieb er als Institutslehrer in der sächsischen Residenzstadt. Er hielt in dieser Zeit Vorträge über Tonbilder und Kompositionslehre, die hohe Beachtung fanden.
Oktober 1848 wurde Robert Kohl Pfarrer in Lauenstein/Sachsen. Dort verstarb seine Frau nach nur zwei Ehejahren. Aus seiner zweiten 1854 geschlossenen Ehe gingen sechs Kinder hervor.
Nach sieben Jahren übernahm Robert Kohl die Stelle eines Pfarrers und Hausgeistlichen im Zuchthaus von Waldheim (Justizvollzugsanstalt Waldheim). 1859, als der Ausbruch eines Krieges drohte, wurde er für den Fall der Mobilmachung zum Königl. Feldprobst des Königlich Sächsischen Bundeskontingents ernannt. Noch im gleichen Jahr wurde ihm die Pfarrstelle und Superintendentur an der St. Nikolaikirche in Chemnitz, eine der ältesten Kirchengemeinde der Stadt, übertragen. Damit verbunden war auch die Schulaufsicht über die  Königl. Kreisdirektion Zwickau.  Als District-Schulinspector hatte er mit dem "Fall Carl Friedrich May", besser bekannt unter Karl May, zu tun. Letztgenannter bewarb sich, obwohl er von seiner vorhergehenden Stelle an der Armenschule in Glauchau fristlos entlassen wurde, als Lehrer an der Fabrikschule der Baumwollspinnerei Julius Claus in Altchemnitz. Seinen neuen Arbeitgeber hatte Karl May den Grund seiner Kündigung (er war der Frau seines Vermieters zu nahegekommen und von diesem angezeigt worden) vorenthalten. Diesen Täuschungsversuch wertete Robert Kohl als „außerordentliches Vorkommnis“ und setzte eine Visitation des neuen Lehrers an. Der Superintendent bewertete ihn u. a. wie folgt: Der noch sehr junge Lehrer hat kein übles Lehrgeschick aber ist noch sehr haltlos. Die Disciplin ist nicht energisch genug, selbst in der Religionsstunde sitzen die Kinder schlecht und zeigen nicht Aufmerksamkeit genug (zit. n. Leibhardt 2001, S. 89).  Nachdem May in Altchemnitz von seinem Stubengenossen Weihnachten 1861 wegen „widerrechtlicher Benutzung fremder Sachen“ (d. h. der Mitnahme einer entliehenen Uhr in den Heimaturlaub) angezeigt und letztlich verurteilt wurde, übergab der Superintendent den „Fall Carl Friedrich May“ an die übergeordnete Konsistorialbehörde. 1864 wurde  Karl May vom Königl. Kultusministerium als unwürdiger Lehrer aus der Schulamtskandidatenliste gestrichen.
Nach zwanzig Dienstjahren wurde der Theologe zum Kirchenrat ernannt. In dieser Funktion konnte er aus gesundheitlichen Gründen nur noch ein Jahr wirken. Er trat 1880 in den Ruhestand. Nach längerer schwerer Krankheit starb Robert Kohl am 31. Dezember 1881. Seine letzte Ruhestätte fand er auf den neuen Friedhof von Chemnitz.

## Werke
- Kommt, laßt uns unsern Kindern leben! Vierundvierzig Mutter-Kose und Spiellieder zur edeln Pflege des Kinderlebens von Friedrich Fröbel, zweistimmig in Musik gesetzt, das Eingangslied mit Pianofortebegleitung, das Schlußlied für 4 Frauenstimmen und allen Müttern und Pflegeanstalten der Kindheit gewidmet von Robert Kohl, Blankenburg bei Rudolstadt 1844

- Kommt, laßt uns unsern Kindern leben! Hundert Lieder zu den in dem Kindergarten zu Blankenburg bei Rudolstadt ausgeführten Spielen mit dem Ball, zweistimmig in Musik gesetzt von Robert Kohl. Musikbeilage zu Friedrich Fröbels: der Ball, das erste Spielzeug und der bleibende Spielgenoß der Kinder, hier im kurzen Auszuge als einführende Gebrauchsanweisung gegeben, Blankenburg bei Rudolstadt 1844